# Alpha Ethniki 2001-2002
L'Alpha Ethniki 2001-2002 fu la 66ª edizione della massima serie del campionato di calcio greco, conclusa con la vittoria dell'Olympiacos Pireo, al suo trentunesimo titolo e sesto consecutivo.
Capocannoniere del torneo fu Alexandros Alexandris (Olympiacos), con 19 reti.

## Formula
Le squadre partecipanti passarono dalle sedici della stagione precedente alle quattordici di quella attuale e disputarono un girone di andata e ritorno per un totale di 26 partite.
L'ultima classificata fu retrocessa in Beta Ethniki.
Il punteggio prevedeva tre punti per la vittoria, uno per il pareggio e nessuno per la sconfitta.
Le squadre ammesse alle coppe europee furono sette: i campioni e la seconda classificata alla UEFA Champions League 2002-2003, la vincitrice della coppa nazionale con terza, quarta e quinta alla Coppa UEFA 2002-2003 più un'ulteriore squadra alla Coppa Intertoto 2002.

## Squadre partecipanti
| Squadra          | Città      | Stadio | Stagione 2000-2001 |
| ---------------- | ---------- | ------ | ------------------ |
| AEK Atene        | Atene      |        | 3°                 |
| Akratītos        | Ano Liosia |        | Beta Ethniki       |
| Arīs Salonicco   | Salonicco  |        | 7°                 |
| Egaleo           | Egaleo     |        | Beta Ethniki       |
| Ethnikos Asteras | Kaisarianī |        | 10°                |
| Iōnikos          | Nikea      |        | 6°                 |
| Īraklīs          | Salonicco  |        | 5°                 |
| OFI Creta        | Candia     |        | 12°                |
| Olympiacos       | Il Pireo   |        | Campione di Grecia |
| Panachaïkī       | Patrasso   |        | 11°                |
| Panathīnaïkos    | Atene      |        | 2°                 |
| Paniōnios        | Nea Smyrnī |        | 9°                 |
| PAOK             | Salonicco  |        | 4°                 |
| Skoda Xanthī     | Xanthi     |        | 8°                 |

## Classifica finale
|                   | Pos. | Squadra          | Pt | G  | V  | N  | P  | GF | GS | DR  |
| ----------------- | ---- | ---------------- | -- | -- | -- | -- | -- | -- | -- | --- |
| Grecia (bandiera) | 1.   | Olympiacos       | 58 | 26 | 17 | 7  | 2  | 69 | 30 | +39 |
|                   | 2.   | AEK Atene        | 58 | 26 | 19 | 1  | 6  | 65 | 28 | +37 |
|                   | 3.   | Panathīnaïkos    | 55 | 26 | 16 | 7  | 3  | 53 | 25 | +28 |
|                   | 4.   | PAOK             | 48 | 26 | 14 | 6  | 6  | 55 | 45 | +10 |
|                   | 5.   | Skoda Xanthī     | 42 | 26 | 12 | 6  | 8  | 34 | 26 | +8  |
|                   | 6.   | Īraklīs          | 36 | 26 | 9  | 9  | 8  | 32 | 35 | -2  |
|                   | 7.   | Paniōnios        | 35 | 26 | 8  | 11 | 7  | 37 | 33 | +4  |
|                   | 8.   | OFI Creta        | 33 | 26 | 9  | 6  | 11 | 32 | 35 | -3  |
|                   | 9.   | Arīs Salonicco   | 29 | 26 | 7  | 8  | 11 | 25 | 34 | -9  |
|                   | 10   | Egaleo           | 26 | 26 | 7  | 5  | 14 | 27 | 46 | -19 |
|                   | 11.  | Akratītos        | 23 | 26 | 6  | 5  | 15 | 29 | 41 | -12 |
|                   | 12.  | Iōnikos          | 22 | 26 | 5  | 7  | 14 | 21 | 47 | -26 |
|                   | 13.  | Panachaïkī       | 18 | 26 | 3  | 9  | 14 | 26 | 55 | -29 |
|                   | 14.  | Ethnikos Asteras | 17 | 26 | 4  | 5  | 17 | 19 | 44 | -25 |

Legenda:

      Campione di Grecia e ammesso alla UEFA Champions League
      Ammesso alla UEFA Champions League
      Ammesso alla Coppa UEFA
      Ammesso alla Coppa Intertoto
      Retrocesso in Beta Ethniki
Note:

Tre punti a vittoria, uno a pareggio, zero a sconfitta.

### Verdetti
- Olympiacos Pireo campione di Grecia 2001-02 e qualificato alla fase a gironi della UEFA Champions League
- AEK Atene qualificato al terzo turno preliminare della UEFA Champions League
- Panathinaikos, PAOK Salonicco, Skoda Xanthi e Iraklis Salonicco qualificati alla Coppa UEFA
- Egaleo qualificato alla Coppa Intertoto
- Ethnikos Asteras retrocesso in Beta Ethniki.